# Lista de Membros Correspondentes da Academia Brasileira de Ciências Empossados em 1995
Esta lista contém os nomes dos membros correspondentes da Academia Brasileira de Ciências empossados em 1995. 
| Imagem | Nome                    | Datas de nascimento e falecimento | Local de nascimento     | Área de especialização | Alma mater                              | Data de posse       | Conhecido por                                          | Referências |
| ------ | ----------------------- | --------------------------------- | ----------------------- | ---------------------- | --------------------------------------- | ------------------- | ------------------------------------------------------ | ----------- |
|        | Angel Luis Plastino     | 02 de janeiro de 1940             |                         | Ciências Físicas       |                                         | 29 de março de 1995 |                                                        | [ 2 ]       |
|        | David Conover Spray     | 07 de junho de 1946               |                         | Ciências Biológicas    |                                         | 29 de março de 1995 |                                                        | [ 3 ]       |
|        | Eduardo Alejandro Lissi | 26 de dezembro de 1936            |                         | Ciências Químicas      |                                         | 29 de março de 1995 |                                                        | [ 4 ]       |
|        | James Lafayette McGaugh | 17 de dezembro de 1931            |                         | Ciências Biológicas    |                                         | 29 de março de 1995 |                                                        | [ 5 ]       |
|        | es:Jorge Horacio Medina | 27 de novembro de 1952            | Buenos Aires, Argentina | Ciências Biológicas    | Universidade de Buenos Aires, Argentina | 29 de março de 1995 |                                                        | [ 6 ]       |
|        | en:Klaus Scherrer       | 10 de dezembro de 1931            | Schaffhausen, Suíça     | Ciências Biológicas    |                                         | 29 de março de 1995 | Ele é professor honorário da Universidade de Brasília. | [ 7 ]       |